# Bergholtz
Pour les articles homonymes, voir Bergholtz (homonymie).
Bergholtz [bɛʁɡɔlts]  est une commune française située dans la circonscription administrative du Haut-Rhin et, depuis le 1er janvier 2021, dans le territoire de la Collectivité européenne d'Alsace, en région Grand Est.
Cette commune se trouve dans la région historique et culturelle d'Alsace.
Ses habitants sont appelés les Bergholtzois et les Bergholtzoises.

## Géographie

### Localisation
Située à mi-chemin entre Colmar et Mulhouse (23 km de Mulhouse et 25 km de Colmar), au débouché de la vallée de Guebwiller, Bergholtz s'adosse aux collines calcaires sous-vosgiennes (Schwartzberg), tout en s'ouvrant largement à l'est sur la plaine rhénane par une basse terrasse lœssique qui offre d'excellentes terres agricoles. Le village s'est développé le long de deux chemins perpendiculaires, l'un le reliant à Guebwiller en suivant la ligne de rupture de pente entre plaine et colline, l'autre assurant le débouché vers la plaine des localités du fossé d'Orschwihr.
Le nom de Bergholtz (voir Toponymie ci-dessous) semble indiquer que le village a tiré ses premières ressources de l'exploitation de la forêt qui devait couvrir le Schwartzberg (« Montagne noire »). Cependant les pentes exposées ont dû être tôt converties en vignoble. Au XVIIIe siècle, le vin de Bergholtz était renommé. Après un reflux continu depuis la fin du XIXe siècle, largement dû à l'industrialisation de la vallée de Guebwiller, l'agriculture a retrouvé dans les dernières décennies du XXe un dynamisme certain.
C'est une des 188 communes du parc naturel régional des Ballons des Vosges.
| Orschwihr     | Rouffach  |             |
| Bergholtzzell | Bergholtz | Gundolsheim |
| Guebwiller    |           | Issenheim   |

### Hydrographie

#### Réseau hydrographique
La commune est dans le bassin versant du Rhin au sein du bassin Rhin-Meuse. Elle est drainée par le Holtzcanal,.

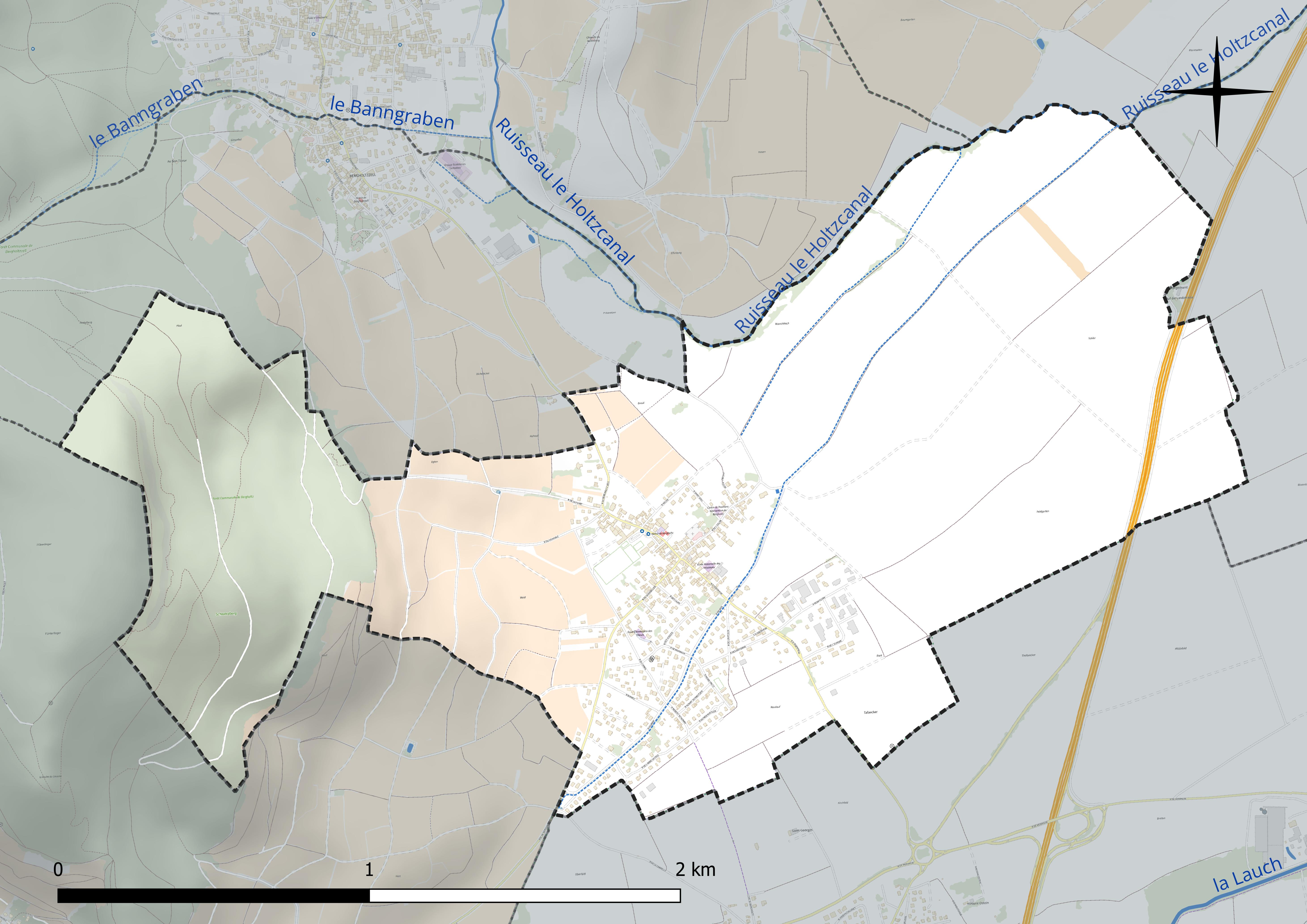
Réseau hydrographique de Bergholtz.

#### Gestion et qualité des eaux
Le territoire communal est couvert par le schéma d'aménagement et de gestion des eaux (SAGE) « Ill Nappe Rhin ». Ce document de planification concerne la nappe phréatique rhénane, les cours d'eau de la plaine d'Alsace et du piémont oriental du Sundgau, les canaux situés entre l'Ill et le Rhin et les zones humides de la plaine d'Alsace. Le périmètre s’étend sur 3 596 km2. Il a été approuvé le 17 janvier 2005. La structure porteuse de l'élaboration et de la mise en œuvre est la région Grand Est. 
La qualité des cours d’eau peut être consultée sur un site dédié géré par les agences de l’eau et l’Agence française pour la biodiversité. 

### Climat
Pour des articles plus généraux, voir Climat du Grand Est et Climat du Haut-Rhin.
En 2010, le climat de la commune est de type climat des marges montargnardes, selon une étude du Centre national de la recherche scientifique s'appuyant sur une série de données couvrant la période 1971-2000. En 2020, Météo-France publie une typologie des climats de la France métropolitaine dans laquelle la commune est exposée à un climat semi-continental et est dans la région climatique  Vosges, caractérisée par une pluviométrie très élevée (1 500 à 2 000 mm/an) en toutes saisons et un hiver rude (moins de 1 °C). 
Pour la période 1971-2000, la température annuelle moyenne est de 10,2 °C, avec une amplitude thermique annuelle de 17,4 °C. Le cumul annuel moyen de précipitations est de 772 mm, avec 9,1 jours de précipitations en janvier et 9,3 jours en juillet. Pour la période 1991-2020, la température moyenne annuelle observée sur la station météorologique de Météo-France la plus proche, « Guebwiller », sur la commune de Guebwiller à 3 km à vol d'oiseau, est de 11,4 °C et le cumul annuel moyen de précipitations est de 919,6 mm. 
La température maximale relevée sur cette station est de 39,9 °C, atteinte le 13 août 2003 ; la température minimale est de −16,3 °C, atteinte le 20 décembre 2009,,. 
Les paramètres climatiques de la commune ont été estimés pour le milieu du siècle (2041-2070) selon différents scénarios d'émission de gaz à effet de serre à partir des nouvelles projections climatiques de référence DRIAS-2020. Ils sont consultables sur un site dédié publié par Météo-France en novembre 2022.

## Urbanisme

### Typologie
Au 1er janvier 2024, Bergholtz est catégorisée ceinture urbaine, selon la nouvelle grille communale de densité à sept niveaux définie par l'Insee en 2022.
Elle est située hors unité urbaine et hors attraction des villes,.

### Occupation des sols
L'occupation des sols de la commune, telle qu'elle ressort de la base de données européenne d’occupation biophysique des sols Corine Land Cover (CLC), est marquée par l'importance des territoires agricoles (67,9 % en 2018), en diminution par rapport à 1990 (70,5 %). La répartition détaillée en 2018 est la suivante : 
terres arables (51,5 %), forêts (19,5 %), cultures permanentes (13,2 %), zones urbanisées (12,6 %), zones agricoles hétérogènes (3,2 %). L'évolution de l’occupation des sols de la commune et de ses infrastructures peut être observée sur les différentes représentations cartographiques du territoire : la carte de Cassini (XVIIIe siècle), la carte d'état-major (1820-1866) et les cartes ou photos aériennes de l'IGN pour la période actuelle (1950 à aujourd'hui).

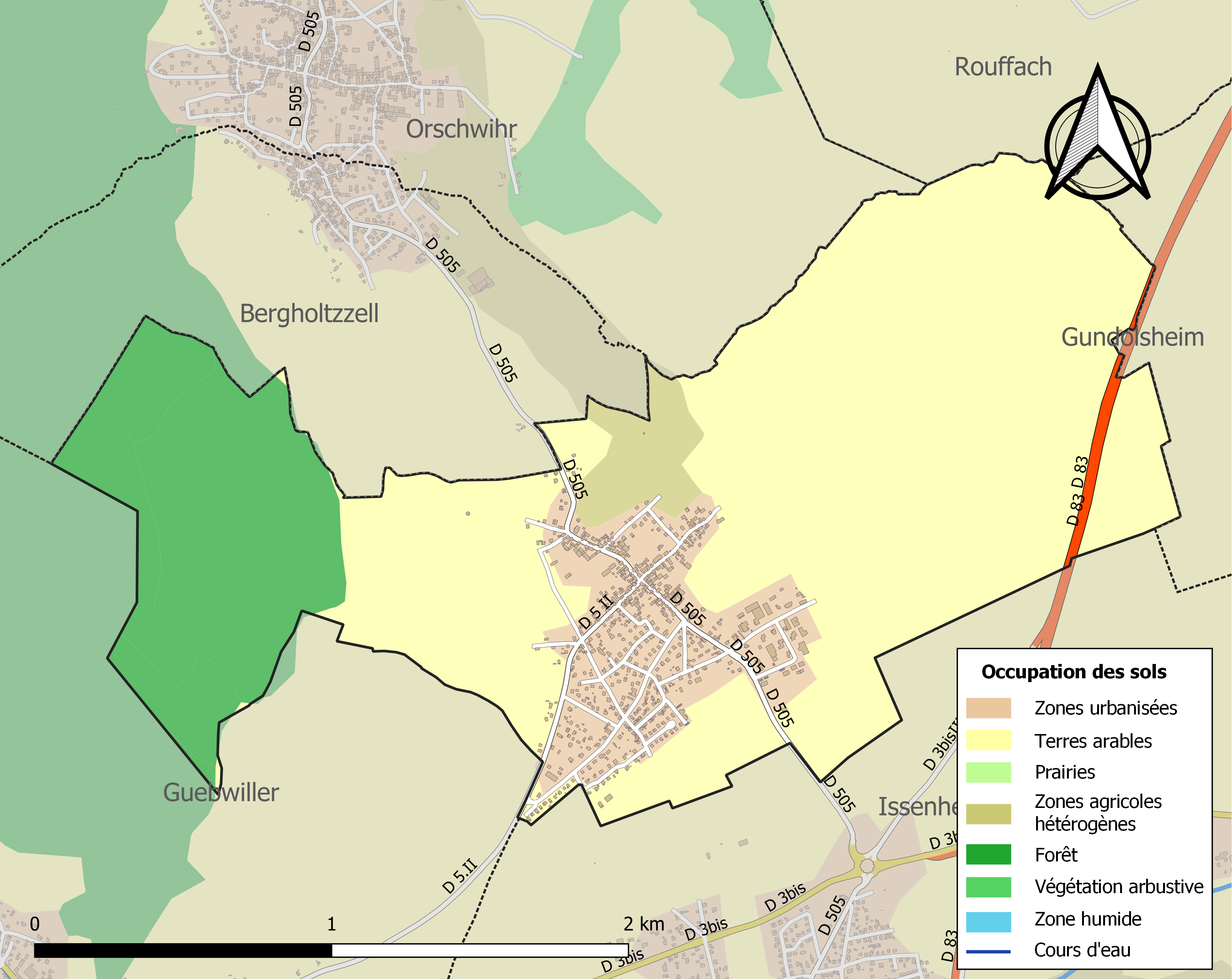
Carte des infrastructures et de l'occupation des sols de la commune en 2018 (CLC).

## Toponymie
Bergholtz se compose du germanique Berg, "montagne", et de Holz, "bois" (holtz étant orthographe incorrecte).

## Histoire
Il n'y a pas de document sur les origines de Bergholtz, qui semble avoir toujours fait partie de la seigneurie territoriale de l'abbaye de Murbach. On a des traces d'une famille de ministériaux de l'abbaye qui a pris le nom du village ; ces Bergholtz ont dû s'éteindre au XVe siècle, puisqu'en voit en 1456 l'abbé de Murbach engager leur château à Conrad de Hungerstein. À la fin du XVIIe siècle, il appartenait à Pierre Simon, ancien bailli du lieu.
Le terrier de l'abbaye dressé en 1550 donne à ce château le nom de « Wamschturm » et le décrit comme ayant « maison, tour, porte et avant-cour ». Schoepflin, au XVIIIe siècle, dit qu'il en reste encore « une tour carrée construite en pierres de taille ». En 1789, les paysans descendus de leur montagne saccagèrent les biens de l'abbaye à Guebwiller et à Lautenbach ; les habitants de Bergholtz firent comme eux et ne laissèrent du Wamschturm qu'un tertre insignifiant aujourd'hui planté de vignes.
Les descriptions anciennes et la forme de la parcelle suggèrent un château assez primitif, composé d'un donjon, construit sur une motte ou non, au centre d'une enceinte circulaire possédant une avant-cour et entourée d'un fossé. Les traces de ce château peuvent se comparer avec la motte de l'Oststein, dans la commune voisine d'Issenheim. Dans les deux cas, il s'agirait de sentinelles de Murbach, aux limites de son territoire du côté de la plaine.
La maison dîmière de l'abbaye, partiellement du XVIe siècle, existe encore, transformée en exploitation agricole. L'église de même appartenait à l'abbaye (le premier prêtre connu à Bergholtz apparaît dans un document de 1207). Au milieu du XVIIIe siècle, quand la frénésie de constructions neuves s'est emparée des chanoines, on démolit l'ancienne église du lieu et le prince-abbé Casimir de Rathsamhausen vint lui-même, le 5 mars 1759, poser la première pierre d'un nouveau sanctuaire dédié à saint Gall. Le mobilier fut renouvelé et, en grande partie, y subsiste encore.
L'ancien cimetière fut abandonné. En 1901, on y découvrit onze sarcophages ornés qui suscitèrent un grand intérêt chez les érudits locaux, d'autant plus que Félix Wolff, le conservateur des Monuments historiques qui avait pris la fouille en main, les datait de l'époque carolingienne. Ils ont été depuis, avec plus de vraisemblance, attribués au XIe siècle. Ceux qui subsistent sont dispersés dans les musées de la région.

## Politique et administration

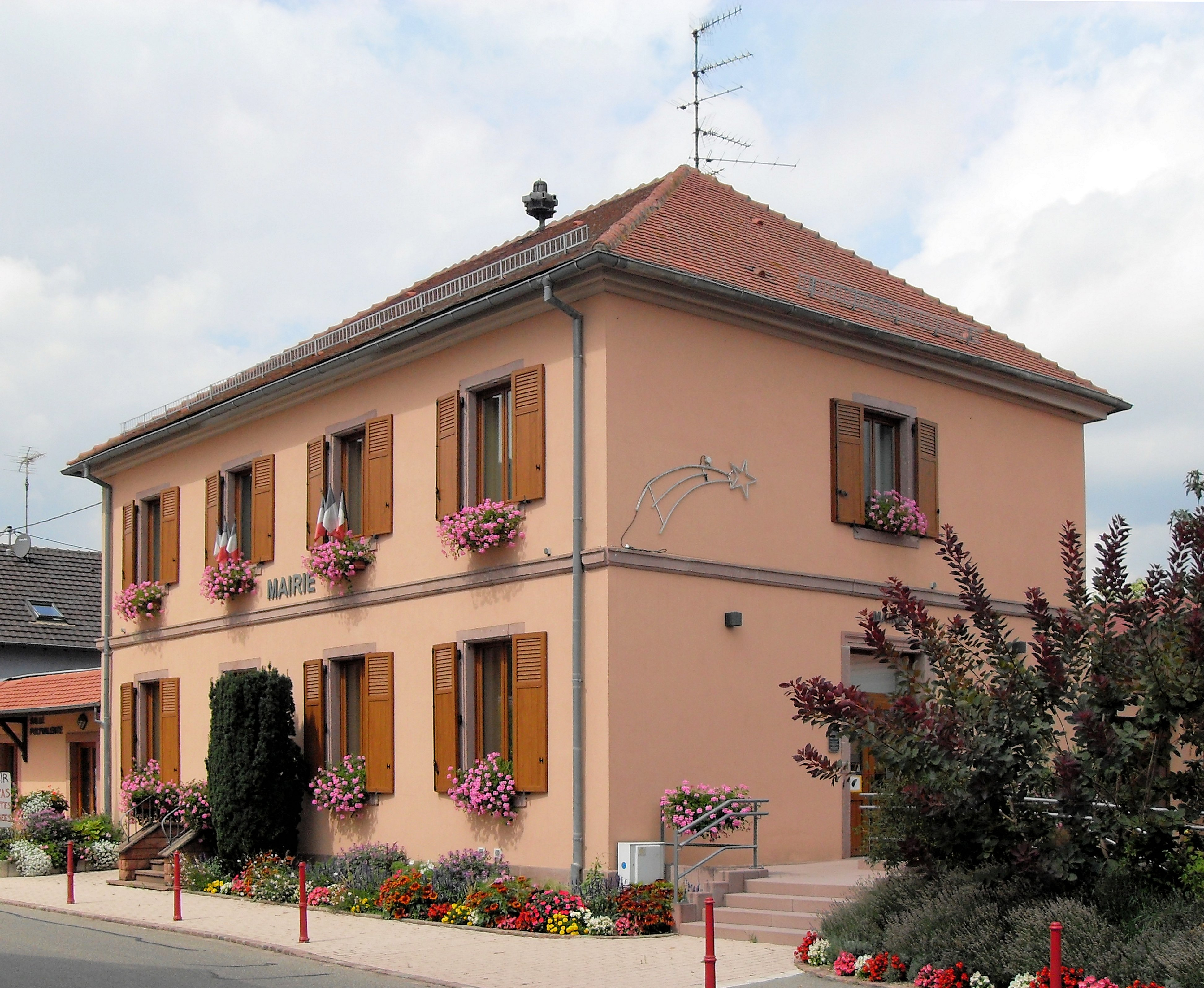
La mairie.

### Découpage territorial
La commune de Bergholtz est membre de la communauté de communes de la Région de Guebwiller, un établissement public de coopération intercommunale (EPCI) à fiscalité propre créé le 29 novembre 2000 dont le siège est à Guebwiller. Ce dernier est par ailleurs membre d'autres groupements intercommunaux.
Sur le plan administratif, elle est rattachée à l'arrondissement de Thann-Guebwiller, à la circonscription administrative de l'État du Haut-Rhin, en tant que circonscription administrative de l'État, et à la région Grand Est. 
Sur le plan électoral, elle dépendait jusqu'en 2020 du  canton de Guebwiller pour l'élection des conseillers départementaux au sein du conseil départemental du Haut-Rhin. Depuis le 1er janvier 2021, elle dépend du même canton pour l'élection des conseillers d'Alsace au sein de la collectivité européenne d'Alsace.

### Chronologie des maires
| Période                                  | Période   | Identité          | Étiquette | Qualité     |
| ---------------------------------------- | --------- | ----------------- | --------- | ----------- |
| 1979                                     | 1983      | Robert Mory       |           |             |
| mars 1983                                | mars 2008 | Gilbert Fretz     | DVD       |             |
| mars 2008                                | mai 2020  | Nella Wagner      | MoDem     | Employée    |
| mai 2020                                 | En cours  | Jean-Luc Galliath |           | Agriculteur |
| Les données manquantes sont à compléter. |           |                   |           |             |

## Population et société

### Démographie
L'évolution du nombre d'habitants est connue à travers les recensements de la population effectués dans la commune depuis 1793. Pour les communes de moins de 10 000 habitants, une enquête de recensement portant sur toute la population est réalisée tous les cinq ans, les populations de référence des années intermédiaires étant quant à elles estimées par interpolation ou extrapolation. Pour la commune, le premier recensement exhaustif entrant dans le cadre du nouveau dispositif a été réalisé en 2008.

En 2022, la commune comptait 1 073 habitants, en évolution de +0,94 % par rapport à 2016 (Haut-Rhin : +0,66 %, France hors Mayotte : +2,11 %).
| 1793 | 1800 | 1806 | 1821 | 1831 | 1836 | 1841 | 1846 | 1851 |
| ---- | ---- | ---- | ---- | ---- | ---- | ---- | ---- | ---- |
| 346  | 689  | 364  | 374  | 427  | 412  | 410  | 407  | 436  |

| 1856 | 1861 | 1866 | 1871 | 1875 | 1880 | 1885 | 1890 | 1895 |
| ---- | ---- | ---- | ---- | ---- | ---- | ---- | ---- | ---- |
| 420  | 478  | 527  | 509  | 487  | 509  | 522  | 502  | 520  |

| 1900 | 1905 | 1910 | 1921 | 1926 | 1931 | 1936 | 1946 | 1954 |
| ---- | ---- | ---- | ---- | ---- | ---- | ---- | ---- | ---- |
| 528  | 512  | 539  | 465  | 446  | 478  | 464  | 435  | 433  |

| 1962 | 1968 | 1975 | 1982 | 1990 | 1999  | 2006  | 2008  | 2013  |
| ---- | ---- | ---- | ---- | ---- | ----- | ----- | ----- | ----- |
| 543  | 567  | 526  | 834  | 920  | 1 008 | 1 055 | 1 068 | 1 055 |

| 2018  | 2022  | - | - | - | - | - | - | - |
| ----- | ----- | - | - | - | - | - | - | - |
| 1 092 | 1 073 | - | - | - | - | - | - | - |

## Culture locale et patrimoine

### Lieux et monuments
- L'église Saint-Gall[28].

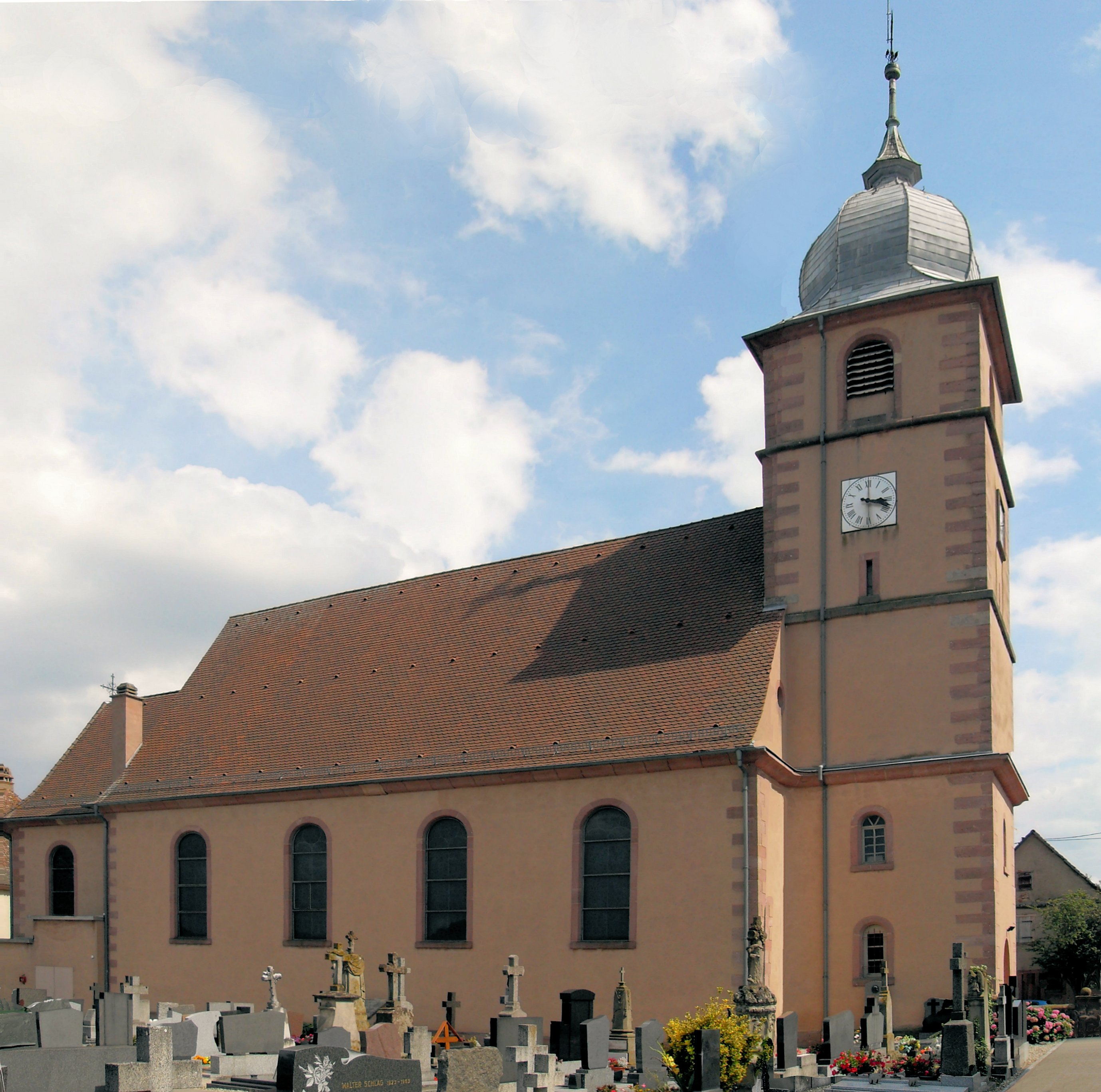
L'église Saint-Gall.

- Orgue de l'église paroissiale Saint-Gall de tribune. De Waltrin de 1750[29] restauré par les frères Verschneider en 1865, classé au titre des objets mobiliers par arrêté du 29 décembre 1983[30],[31],[32].
- Motte castrale, vestige d'un château[33].

### Héraldique
| Blason de Bergholtz | Les armes de Bergholtz se blasonnent ainsi : « De gueules au triangle d'or, accosté à dextre d'une serpe de vigneron d'argent emmanchée d'or posée en barre, à senestre d'un soc de charrue d'argent posé en bande, le chef d'argent au lévrier passant de sable colleté et lampassé de gueules. » |